# Liste der Orte im Landkreis Sigmaringen
Die Liste der Orte im Landkreis Sigmaringen listet die geographisch getrennten Orte (Ortsteile, Stadtteile, Dörfer, Weiler, Höfe, (Einzel-)Häuser) im Landkreis Sigmaringen auf.

## Systematische Liste
Alphabet der Städte und Gemeinden mit den zugehörigen Orten.
| - Bad Saulgau mit den Stadtteilen Bierstetten, Bolstern, Bondorf, Braunenweiler, Friedberg, Fulgenstadt, Großtissen, Haid, Hochberg, Lampertsweiler, Moosheim, Renhardsweiler, Saulgau und Wolfartsweiler. - Zu Bierstetten das Dorf Bierstetten und der Weiler Steinbronnen. - Zu Bolstern das Dorf Bolstern, die Weiler Heratskirch und Wagenhausen (t.w. auch in der Gemarkung Fulgenstadt) und das Gehöft Holzmühle. - Zu Bondorf das Dorf Bondorf. Zu Braunenweiler das Dorf Braunenweiler, die Weiler Krumbach, Obereggatsweile und Untereggatsweiler, die Höfe Burgstock, Daiberhaus, Eiselehof, Figels, Kammerhof, Michelshof, Rotenbacher Hof und Ziegelhof. - Zu Friedberg das Dorf Friedberg. - Zu Fulgenstadt das Dorf Fulgenstadt, der Weiler Wagenhausen (t.w. auch in der Gemarkung Bolstern), das Gehöft Holzmühlehof und die Häuser Forstwarthaus und Ziegelhütte. - Zu Großtissen das Dorf Großtissen und der Weiler Kleintissen. - Zu Haid die Weiler Haid, Bogenweiler und Sießen und die Höfe Häberlesmühle und Haldenhof. - Zu Hochberg das Dorf Hochberg und der Weiler Luditsweiler. - Zu Lampertsweiler das Dorf Lampertsweiler und der Weiler Rieden. - Zu Moosheim das Dorf Moosheim. - Zu Renardsweiler das Dorf Renhardsweiler. - Zu Saulgau die Stadt Saulgau, die Weiler Engenweiler, Nonnenweiler, Schwarzach und Wilfertsweiler, die Höfe Eselmühle, Franzenmühle, Lindenmühle, Riedsäge, Schädlerhof, Schaulesmühle und Wolfenmühle und die Häuser Bernhausen, Dotschenmühle und Neumühle. - Zu Wolfartsweiler das Dorf Wolfartsweiler. - Beuron mit den Gemeindeteilen Beuron und Hausen. - Zu Beuron der Klosterort Beuron und die Höfe Oberhausen und Reinfelderhof. - Zu Hausen die Dörfer Hausen, (Ober-)Neidingen, die Weiler Langenbrunn, Thiergarten und Unterneidingen, Schloss und Weiler Werenwag, der Ort Hausen Schloß (Schloßhausen), das Gehöft Donau-(Unterschaf-)haus und die Häuser „Bei der Bleichermühle und Im Brunnenhaus“, Bahnstation Hausen im Tal, In der Fletschen und Talhof mit Pumpwerk. - Bingen mit den Gemeindeteilen Bingen, Hitzkofen, Hochberg und Hornstein jeweils bestehend aus den gleichnamigen Dörfern. - Gammertingen mit den Stadtteilen Bronnen, Feldhausen, Gammertingen, Harthausen und Kettenacker. - Zu Bronnen das Dorf Bronnen und das ehemalige Kloster Mariaberg. - Zu Feldhausen das Dorf Feldhausen. - Zu Gammertingen die Stadt Gammertingen. - Zu Harthausen das Dorf Harthausen. - Zu Kettenacker das Dorf Kettenacker und das Gehöft Lusthof. - Herbertingen mit den Gemeindeteilen Herbertingen, Hundersingen, Marbach und Mieterkingen. - Zu Herbertingen das Dorf Herbertingen und das Gehöft Talmühle. - Zu Hundersingen das Dorf Hundersingen und die Staatsdomäne Talhof. - Zu Marbach das Dorf Marbach und der Weiler Stettberg. - Zu Mieterkingen das Dorf Mieterkingen, das Gehöft Schönhalder Hof und das Haus Hammerschmiedmühle. - Herdwangen-Schönach mit den Gemeindeteilen Großschönach, Herdwangen und Oberndorf. - Zu Großschönach das Dorf Großschönach, die Weiler Adriatsweiler, Aftholderberg, Egg, Hub(en)mühle, Kleinschönach, Lautenbach und Sohl, das Gehöft Tobelhof und das Haus Ziegelei. - Zu Herdwangen die Dörfer Herdwangen und Ebratsweiler, die Weiler Alberweiler, Mühlhausen, Schwende, Vorstatt und Waldhof und die Häuser Berger, Im Bächle, Im Heidebühl, Im Öschle, Im Schmalzbühl, Im Götzenfurt, Seelengeiger und Wollreute. - Zu Oberndorf die Weiler Oberndorf, Breitenerlen, Heggelbach und Waldtsteig. - Hettingen mit den Stadtteilen Hettingen und Inneringen. - Zu Hettingen die Stadt Hettingen und das Gehöft Stollbeck. - Zu Inneringen das Dorf Inneringen, der Weiler Pistre (t.w. auch zu Langenenslingen, Landkreis Biberach) und das Gehöft Hohwieshof. - Hohentengen mit den Gemeindeteilen Beizkofen, Bremen, Eichen, Enzkofen, Günzkofen, Hohentengen, Ölkofen, Ursendorf und Völlkofen. - Zu Beizkofen das Dorf Beizkofen, das Gehöft Ostrachmühle und die Häuser Riedsäge. - Zu Bremen das Dorf Bremen. - Zu Eichen das Dorf Eichen. - Zu Enzkofen das Dorf Enzkofen und das Gehöft Notzenmühle. - Zu Günzkofen das Dorf Günzkofen. - Zu Hohentengen das Dorf Hohentengen und das Gehöft Riedmühle. - Zu Ölkofen das Dorf Ölkofen und der Weiler Hagelsburg. - Zu Ursendorf das Dorf Ursendorf und die Weiler Altensweiler und Repperweiler. - Zu Völlkofen das Dorf Völlkofen und der Weiler Birkhöfe. - Illmensee mit den Gemeindeteilen Illmensee, Illwangen und Ruschweiler. - Zu Illmensee das Dorf Illmensee, die Weiler Krumbach und Lichtenegg und die Häuser Berghalden, Härte(Herden-)bühl, Im Langenwegacker, Reute, Weiher und Weiherbühl. Zu Illwangen das Dorf Illwangen, der Zinken Glashütten, die Höfe Birkhof, Höchsten, Putscherhaus, (Bei) Sack, Waldhäusle, Wanne und die Häuser Zum Schwanen. - Zu Ruschweiler die Dörfer Ruschweiler, Judentenberg und Neubrunn, die Höfe Gampenhof und Volzenhöfe und die Häuser Im Kläfflerösch, Im Pfisteri, Im Sturmberg, In den Bachäckern und In den Furtäckern (Hungerberg). - Inzigkofen mit den Gemeindeteilen Engelswies, Inzigkofen und Vilsingen. - Zu Inzigkofen das Dorf Inzigkofen, die Höfe Nickhof und Pault und die Häuser Bahnhof Inzigkofen. - Zu Vilsingen das Dorf Vilsingen, der Weiler Dietfurt und die Häuser Öschle. - Krauchenwies mit den Gemeindeteilen Ablach, Bittelschieß, Ettisweiler, Göggingen, Hausen und Krauchenwies. - Zu Ablach das Dorf Ablach. - Zu Bittelschieß das Dorf Bittelschieß. - Zu Ettisweiler das Dorf Ettisweiler. - Zu Göggingen das Dorf Göggingen. - Zu Hausen das Dorf Hausen. - Zu Krauchenwies das Dorf Krauchenwies und das Haus Elektrizitätswerk. - Leibertingen mit den Gemeindeteilen Altheim, Kreenheinstetten, Leibertingen und Thalheim. - Zu Altheim das Dorf Altheim. - Zu Kreenheinstetten das Dorf Kreenheinstetten. - Zu Leibertingen die Dörfer Leibertingen, Lengenfeld, die Burg Wildenstein, die Höfe Erdbeerenbühlhof, Haubhaus, Josefslust (Neu- und Oberbahnhof), Kaltenbrunnerhof, Mühleichenhof und Unterbahnhof und das Haus Brändle. - Zu Thalheim das Dorf Thalheim und das Gehöft Vogelsang. - Mengen mit den Stadtteilen Beuren, Blochingen, Ennetach, Mengen, Rosna und Rulfingen. - Zu Beuren das Dorf Beuren. - Zu Blochingen das Dorf Blochingen und das Haus Elektrizitätswerk Mengen. - Zu Ennetach das Dorf Ennetach und die Höfe Harthöfe, Hipfelsberg und Waldhof. - Zu Mengen die Stadt Mengen, die Höfe Blank und Granheim und die Häuser Armbruster, Dillmannsches Sägewerk, Dinsersches Sägewerk, Kiesgrube Baumann, Rohnersche Fabrik, Schmölzsche Kunstmühle, Spitalmühle und Walke. - Zu Rosna das Dorf Rosna. - Zu Rulfingen das Dorf Rulfingen, der Weiler Zielfingen und die Höfe Mühle und Ziegelhütte. | - Meßkirch mit den Stadtteilen Dietershofen, Heudorf, Igelswies, Langenhart, Menningen, Meßkirch, Rengetsweiler, Ringgenbach und Rohrdorf. - Zu Dietershofen das Dorf Dietershofen, der Weiler Buffenhofen und das Gehöft Preußenhof. - Zu Heudorf das Dorf Heudorf und das Gehöft Altstadt. - Zu Igelswies das Dorf Igelswies. Zu Langenhart das Dorf Langenhart. - Zu Menningen die Dörfer Menningen und Leitishofen. - Zu Meßkirch die Stadt Meßkirch, das Dorf Schnerkingen, die Höfe Spehrenloch und Talmühle und die Häuser Lohmühle und Ölmühle. - Zu Rengetsweiler das Dorf Rengetsweiler. - Zu Ringgenbach das Dorf Ringgenbach. - Zu Rohrdorf das Dorf Rohrdorf und das Gehöft Stengelehof. - Neufra mit dem Dorf Neufra, dem Weiler Freudenweiler und den Höfen Birkhof und Ziegelhütte. - Ostrach mit den Gemeindeteilen Burgweiler, Einhart, Habsthal, Jettkofen, Kalkreute, Laubbach, Levertsweiler, Magenbuch, Ostrach, Spöck, Tafertsweiler und Wangen. - Zu Burgweiler die Dörfer Burgweiler, Ochsenbach und Waldbeuren, die Weiler Egelreute, Hahnennest, Mettenbuch, Oberochsenbach, Ulzhausen und Zoznegg, die Höfe Freudenberg, Rotenbühl und Sturmberg. - Zu Einhart das Dorf Einhart. - Zu Habsthal der Ort Habsthal, der Weiler Bernweiler und das Gehöft Eimühle. - Zu Jettkofen das Dorf Jettkofen. - Zu Kalkreute das Dorf Kalkreute. - Zu Laubbach die Weiler Laubbach, Oberweiler und Unterweiler und die Häuser Laubbacher Mühle. - Zu Levertsweiler das Dorf Levertsweiler. Zu Magenbuch das Dorf Magenbuch, der Weiler Lausheim und das Gehöft Jungholz. - Zu Ostrach das Dorf Ostrach und der Weiler Dichtenhausen. - Zu Spöck das Dorf Spöck und das Gehöft Arnoldsberg. - Zu Tafertsweiler das Dorf Tafertsweiler und die Weiler Bachhaupten, Eschendorf, Gunzenhausen und Wirnsweiler. - Zu Wangen das Dorf Wangen. - Pfullendorf mit den Stadtteilen Aach-Linz, Denkingen, Gaisweiler, Großstadelhofen, Mottschieß, Otterswang, Pfullendorf und Zell am Andelsbach. - Zu Aach-Linz der Ort Aach-Linz, das Dorf Sahlenbach, der Weiler Reute, die Höfe Mittlere Mühle, Schallerhof, Schlegelhof und Untere Mühle und die Häuser Auf der Haige, Buchschoren, Klein-Karlsruhe und Steinbruch. - Zu Denkingen die Dörfer Denkingen, Langgassen und Straß, die Weiler Andelsbach und Hilpensberg und die Häuser Forsthaus und Straßmühle. - Zu Gaisweiler das Dorf Gaisweiler, der Weiler Tautenbronn und das Gehöft Bethlehem. - Zu Großstadelhofen das Dorf Großstadelhofen, die Weiler Kleinstadelhofen, Sylvenstal und Wattenreute, die Höfe Egelsee und Krähenried und das Haus Furtmühle. - Zu Mottschieß das Dorf Mottschieß. - Zu Otterswang das Dorf Otterswang, die Weiler Litzelbach und Weihwang und die Höfe Hilarihof und Sägmühle. - Zu Pfullendorf die Stadt Pfullendorf, der Weiler Brunnhausen, die Siedlung Am Galgenbühl, die Höfe Im Galgenteich, St. Ruhe, Schönbrunnerhof und Vorderstock und die Häuser Am Andelsbach und Theuerbach. - Zu Zell am Andelsbach die Dörfer Zell am Andelsbach und Schwäblishausen. - Sauldorf mit den Gemeindeteilen Bietingen, Boll, Krumbach, Rast, Sauldorf und Wasser. - Zu Bietingen das Dorf Bietingen, der Weiler Hölzle und die Höfe Gröblemaierhof, Haslacherhof, Kohlbeterhof. - Zu Boll das Dorf Boll, die Höfe Grünfleckerhof, Hudelhof, Ilgental, Katzenmaierhof, Kohllöffelhof, Riedhöfe, Steinbuchhöfe und Untermühle und die Häuser Ziegelhütte. - Zu Krumbach das Dorf Krumbach und das Gehöft Sohlenmaierhof. - Zu Rast das Dorf Rast, Haus und Gehöft Im Bennerget, die Höfe In Nachtbuchen und Mühle und das Haus In Eichelenäcker. - Zu Sauldorf das Dorf Sauldorf, das Dorf Roth, die Höfe Algehof, An der Säge, Beckerhöfe, Benklerhöfe, Bennehöfe, Grubäcker, Hardhöfe, Im Killen, Kögelhof und Steigherrhof und die Häuser Beim Bahnhof, Im Brunnenösch, Rother Platz und Bahnstation Sauldorf. - Zu Wasser die Dörfer Oberbichtlingen, Reute, Unterbichtlingen und Wackershofen und die Häuser Im Riedösch und Oberösch. - Scheer mit den Stadtteilen Heudorf und Scheer. - Zu Heudorf das Dorf Heudorf. - Zu Scheer die Stadt Scheer und die Häuser Grenztafel, Jakobstal, Loretto und Rote Steige. - Schwenningen mit dem Dorf Schwenningen und dem Weiler Auf Schönfeld (t.w. zur Gemeinde Meßstetten). - Sigmaringen mit den Stadtteilen Gutenstein, Jungnau, Laiz, Oberschmeien, Sigmaringen und Unterschmeien. - Zu Gutenstein das Dorf Gutenstein, das Gehöft Auf dem Berg (Harthof) und die Häuser Forswarthaus und Neumühle. - Zu Jungnau das Dorf Jungnau und die Höfe Großwieshof, Nollhof und Rauschberg. - Zu Laiz das Dorf Laiz und die Häuser Nonnenhof. - Zu Oberschmeien das Dorf Oberschmeien und das Haus Fürstenhöhe. - Zu Sigmaringen die Stadt Sigmaringen und die Häuser Bahnhof Hanfertal, Forsthaus Josefslust und Hohe Waghalde. - Zu Unterschmeien das Dorf Unterschmeien. - Sigmaringendorf mit dem Dorf Sigmaringendorf und der Ort Laucherthal. - Stetten am kalten Markt mit den Gemeindeteilen Frohnstetten, Glashütte (Baden), Stetten am kalten Markt und Storzingen. - Zu Frohnstetten das Dorf Frohnstetten und das Gehöft Schmeienhöfe. - Zu Glashütte (Baden) die Dörfer Oberglashütte und Unterglashütte. - Zu Stetten am kalten Markt die Dörfer Stetten am kalten Markt und Nusplingen, das Gehöft Steighöfe und die Häuser Auf dem Berg (Berghäuser), Heilstätte Heuberg, Kläranlage und Lager Heuberg. - Zu Storzingen das Dorf Storzingen und das Gehöft Neuhaus. - Veringenstadt mit den Stadtteilen Hermentingen, Veringendorf und Veringenstadt. - Zu Hermentingen das Dorf Hermentingen. - Zu Veringendorf das Dorf Veringendorf. - Zu Veringenstadt die Stadt Veringenstadt und die Höfe Buchhöfe und Lieshöfe. - Wald mit den Gemeindeteilen Glashütte, Hippetsweiler, Kappel, Reischach, Riedetsweiler, Rothenlachen, Ruhestetten, Sentenhart, Walbertsweiler und Wald. - Zu Glashütte das Dorf Glashütte. - Zu Hippetsweiler das Dorf Hippetsweiler. - Zu Kappel das Dorf Kappel. - Zu Reischach das Dorf Reischach und das Haus Burrau. - Zu Riedetsweiler das Dorf Riedetsweiler. - Zu Rothenlachen der Weiler Rothenlachen. - Zu Ruhestetten das Dorf Ruhestetten. - Zu Sentenhart das Dorf Sentenhart, die Höfe Binderhof, Haldenhof, Im Blumenbriel und Neuhof und die Häuser Hochwiesen, Käsernen, Bahnstation Sentenhart (mit Sentenhart zusammengewachsen) und Unterer Rinkenbach. - Zu Walbertsweiler das Dorf Walbertsweiler und die Höfe Bläsehof, Geigerhof und Schönbrunnerhof. - Zu Wald das Dorf Wald und die Höfe Burraumühle, Haghof und Steckeln. |

## Alphabetische Liste
In Fettschrift erscheinen die Orte, die namengebend für die Gemeinde sind, in Kursivschrift Burgen, Schlösser, Höfe, Häusergruppen und Einzelhäuser. Zusätzliche bestehende kleine Orte nach der Quelle www.leo-bw.de werden dort in aller Regel nicht wie in der Listengrundlage nach Weiler/Siedlung/Wohnplatz usw. differenziert, sondern einheitlich als Wohnplatz klassifiziert, dieser Ortsteiltyp wird hier entsprechend kursiviert übernommen.
| - Aach-Linz zu Pfullendorf - Ablach zu Krauchenwies - Adriatsweiler zu Herdwangen-Schönach - Aftholderberg zu Herdwangen-Schönach - Alberweiler zu Herdwangen-Schönach - Algehof zu Sauldorf - Altensweiler zu Hohentengen - Altheim zu Leibertingen - Altstadt zu Meßkirch - Am Andelsbach zu Pfullendorf - Am Galgenbühl zu Pfullendorf - An der Säge zu Sauldorf - Andelsbach zu Pfullendorf - Armbruster zu Mengen - Arnoldsberg zu Ostrach - Auf dem Berg (Berghäuser) zu Stetten am kalten Markt - Auf dem Berg (Harthof) zu Sigmaringen - Auf der Haige zu Pfullendorf - Auf Schönfeld zu Meßstetten und Schwenningen - Bachhaupten zu Ostrach - Bad Saulgau - Bahnhof Hanfertal zu Sigmaringen - Bahnhof Inzigkofen zu Inzigkofen - Bahnstation Hausen im Tal zu Beuron - Bahnstation Sauldorf zu Sauldorf - Bahnstation Sentenhart zu Wald - Beckerhöfe zu Sauldorf - Bei der Bleichermühle und Im Brunnenhaus zu Beuron - Beim Bahnhof zu Sauldorf - Beizkofen zu Hohentengen - Benklerhöfe zu Sauldorf - Bennehöfe zu Sauldorf - Berger zu Herdwangen-Schönach - Berghalden zu Illmensee - Bernhausen zu Bad Saulgau - Bernweiler zu Ostrach - Bethlehem zu Pfullendorf - Beuren zu Mengen - Beuron - Bierstetten zu Bad Saulgau - Bietingen zu Sauldorf - Binderhof zu Wald - Bingen - Birkhof zu Neufra - Birkhof zu Illmensee - Birkhöfe zu Hohentengen - Bittelschieß zu Krauchenwies - Blank zu Mengen - Bläsehof zu Wald - Blochingen zu Mengen - Bogenweiler zu Bad Saulgau - Boll zu Sauldorf - Bolstern zu Bad Saulgau - Bondorf zu Bad Saulgau - Brändle zu Leibertingen - Braunenweiler zu Bad Saulgau - Breitenerlen zu Herdwangen-Schönach - Bremen zu Hohentengen - Bronnen zu Gammertingen - Brunnhausen zu Pfullendorf - Buchhöfe zu Veringenstadt - Buchschoren zu Pfullendorf - Buffenhofen zu Meßkirch - Burgstock zu Bad Saulgau - Burgweiler zu Ostrach - Burrau zu Wald - Burraumühle zu Wald - Daiberhaus zu Bad Saulgau - Denkingen zu Pfullendorf - Dichtenhausen zu Ostrach - Dietershofen zu Meßkirch - Dietfurt zu Inzigkofen - Dillmannsches Sägewerk zu Mengen - Dinsersches Sägewerk zu Mengen - Donau-(Unterschaf-)haus zu Beuron - Dotschenmühle zu Bad Saulgau - Ebratsweiler zu Herdwangen-Schönach - Egelreute zu Ostrach - Egelsee zu Pfullendorf - Egg zu Herdwangen-Schönach - Eichen zu Hohentengen - Eimühle zu Ostrach - Einhart zu Ostrach - Eiselehof zu Bad Saulgau - Elektrizitätswerk zu Krauchenwies - Elektrizitätswerk Mengen zu Mengen - Engenweiler zu Bad Saulgau - Ennetach zu Mengen - Enzkofen zu Hohentengen - Erdbeerenbühlhof zu Leibertingen - Eschendorf zu Ostrach - Eselmühle zu Bad Saulgau - Ettisweiler zu Krauchenwies - Feldhausen zu Gammertingen - Figels zu Bad Saulgau - Forsthaus zu Pfullendorf - Forsthaus Josefslust zu Sigmaringen - Forstwarthaus zu Bad Saulgau - Forstwarthaus zu Sigmaringen - Franzenmühle zu Bad Saulgau - Freudenberg zu Ostrach - Freudenweiler zu Neufra - Friedberg zu Bad Saulgau - Frohnstetten zu Stetten am kalten Markt - Fulgenstadt zu Bad Saulgau - Fürstenhöhe zu Sigmaringen - Furtmühle zu Pfullendorf - Gaisweiler zu Pfullendorf - Gammertingen - Gampenhof zu Illmensee - Geigerhof zu Wald - Glashütte zu Wald - Glashütten zu Illmensee - Göggingen zu Krauchenwies - Granheim zu Mengen - Grenztafel zu Scheer - Gröblemaierhof zu Sauldorf - Großschönach zu Herdwangen-Schönach - Großstadelhofen zu Pfullendorf - Großtissen zu Bad Saulgau - Großwieshof zu Sigmaringen - Grubäcker zu Sauldorf - Grünfleckerhof zu Sauldorf - Gunzenhausen zu Ostrach - Günzkofen zu Hohentengen - Gutenstein zu Sigmaringen | - Häberlesmühle zu Bad Saulgau - Habsthal zu Ostrach - Hagelsburg zu Hohentengen - Haghof zu Wald - Hahnennest zu Ostrach - Haid zu Bad Saulgau - Haldenhof zu Wald - Haldenhof zu Bad Saulgau - Hammerschmiedmühle zu Herbertingen - Hardhöfe zu Sauldorf - Härte(Herden-)bühl zu Illmensee - Harthausen zu Gammertingen - Harthöfe zu Mengen - Haslacherhof zu Sauldorf - Haubhaus zu Leibertingen - Hausen zu Beuron - Hausen zu Krauchenwies - Hausen Schloß (Schloßhausen) zu Beuron - Heggelbach zu Herdwangen-Schönach - Heilstätte Heuberg zu Stetten am kalten Markt - Heratskirch zu Bad Saulgau - Herbertingen - Herdwangen zu Herdwangen-Schönach - Hermentingen zu Veringenstadt - Hettingen - Heudorf zu Scheer - Heudorf zu Meßkirch - Hilarihof zu Pfullendorf - Hilpensberg zu Pfullendorf - Hipfelsberg zu Mengen - Hippetsweiler zu Wald - Hitzkofen zu Bingen - Hochberg zu Bad Saulgau - Hochberg zu Bingen - Höchsten zu Illmensee - Hochwiesen zu Wald - Hohe Waghalde zu Sigmaringen - Hohentengen - Hohwieshof zu Hettingen - Hölzle zu Sauldorf - Holzmühle zu Bad Saulgau - Holzmühlehof zu Bad Saulgau - Hornstein zu Bingen - Hub(en)mühle zu Herdwangen-Schönach - Hudelhof zu Sauldorf - Hundersingen zu Herbertingen - Igelswies zu Meßkirch - Ilgental zu Sauldorf - Illmensee - Illwangen zu Illmensee - Im Bächle zu Herdwangen-Schönach - Im Bennerget zu Sauldorf - Im Blumenbriel zu Wald - Im Brunnenösch zu Sauldorf - Im Galgenteich zu Pfullendorf - Im Götzenfurt zu Herdwangen-Schönach - Im Heidebühl zu Herdwangen-Schönach - Im Killen zu Sauldorf - Im Kläfflerösch zu Illmensee - Im Langenwegacker zu Illmensee - Im Öschle zu Herdwangen-Schönach - Im Pfisteri zu Illmensee - Im Riedösch zu Sauldorf - Im Schmalzbühl zu Herdwangen-Schönach - Im Sturmberg zu Illmensee - In den Bachäckern zu Illmensee - In den Furtäckern (Hungerberg) zu Illmensee - In der Fletschen zu Beuron - In Eichelenäcker zu Sauldorf - In Nachtbuchen zu Sauldorf - Inneringen zu Hettingen - Inzigkofen - Jakobstal zu Scheer - Jettkofen zu Ostrach - Josefslust (Neu- und Oberbahnhof) zu Leibertingen - Judentenberg zu Illmensee - Jungholz zu Ostrach - Jungnau zu Sigmaringen - Kalkreute zu Ostrach - Kaltenbrunnerhof zu Leibertingen - Kammerhof zu Bad Saulgau - Kappel zu Wald - Käsernen zu Wald - Katzenmaierhof zu Sauldorf - Kettenacker zu Gammertingen - Kiesgrube Baumann zu Mengen - Kläranlage zu Stetten am kalten Markt - Klein-Karlsruhe zu Pfullendorf - Kleinschönach zu Herdwangen-Schönach - Kleinstadelhofen zu Pfullendorf - Kleintissen zu Bad Saulgau - Kögelhof zu Sauldorf - Kohlbeterhof zu Sauldorf - Kohllöffelhof zu Sauldorf - Krähenried zu Pfullendorf - Krauchenwies - Kreenheinstetten zu Leibertingen - Krumbach zu Sauldorf - Krumbach zu Illmensee - Krumbach zu Bad Saulgau - Lager Heuberg zu Stetten am kalten Markt - Laiz zu Sigmaringen - Lampertsweiler zu Bad Saulgau - Langenbrunn zu Beuron - Langenhart zu Meßkirch - Langgassen zu Pfullendorf - Laubbach zu Ostrach - Laubbacher Mühle zu Ostrach - Laucherthal zu Sigmaringendorf - Lausheim zu Ostrach - Lautenbach zu Herdwangen-Schönach - Leibertingen - Leitishofen zu Meßkirch - Lengenfeld zu Leibertingen - Levertsweiler zu Ostrach - Lichtenegg zu Illmensee - Lieshöfe zu Veringenstadt - Lindenmühle zu Bad Saulgau - Litzelbach zu Pfullendorf - Lohmühle zu Meßkirch - Loretto zu Scheer - Luditsweiler zu Bad Saulgau - Lusthof zu Gammertingen - Magenbuch zu Ostrach - Marbach zu Herbertingen - Mariaberg zu Gammertingen - Mengen - Menningen zu Meßkirch - Meßkirch - Mettenbuch zu Ostrach - Michelshof zu Bad Saulgau - Mieterkingen zu Herbertingen - Mittlere Mühle zu Pfullendorf - Moosheim zu Bad Saulgau - Mottschieß zu Pfullendorf - Mühle zu Mengen - Mühle zu Sauldorf - Mühleichenhof zu Leibertingen - Mühlhausen zu Herdwangen-Schönach - (Ober-)Neidingen zu Beuron - Neubrunn zu Illmensee - Neufra - Neuhaus zu Stetten am kalten Markt - Neuhof zu Wald - Neumühle zu Bad Saulgau - Neumühle zu Sigmaringen - Nickhof zu Inzigkofen - Nollhof zu Sigmaringen - Nonnenhof zu Sigmaringen - Nonnenweiler zu Bad Saulgau - Notzenmühle zu Hohentengen - Nusplingen zu Stetten am kalten Markt - Oberbichtlingen zu Sauldorf - Obereggatsweile zu Bad Saulgau - Oberglashütte zu Stetten am kalten Markt - Oberhausen zu Beuron - Oberndorf zu Herdwangen-Schönach - Oberochsenbach zu Ostrach - Oberösch zu Sauldorf - Oberschmeien zu Sigmaringen - Oberweiler zu Ostrach - Ochsenbach zu Ostrach - Ölkofen zu Hohentengen - Ölmühle zu Meßkirch - Öschle zu Inzigkofen - Ostrach - Ostrachmühle zu Hohentengen - Otterswang zu Pfullendorf | - Pault zu Inzigkofen - Pfullendorf - Pistre zu Hettingen und Langenenslingen, Landkreis Biberach - Preußenhof zu Meßkirch - Putscherhaus zu Illmensee - Rast zu Sauldorf - Rauschberg zu Sigmaringen - Reinfelderhof zu Beuron - Reischach zu Wald - Rengetsweiler zu Meßkirch - Renhardsweiler zu Bad Saulgau - Repperweiler zu Hohentengen - Reute zu Sauldorf - Reute zu Pfullendorf - Reute zu Illmensee - Rieden zu Bad Saulgau - Riedetsweiler zu Wald - Riedhöfe zu Sauldorf - Riedmühle zu Hohentengen - Riedsäge zu Hohentengen - Riedsäge zu Bad Saulgau - Ringgenbach zu Meßkirch - Rohnersche Fabrik zu Mengen - Rohrdorf zu Meßkirch - Rosna zu Mengen - Rote Steige zu Scheer - Rotenbacher Hof zu Bad Saulgau - Rotenbühl zu Ostrach - Roth zu Sauldorf - Rothenlachen zu Wald - Rother Platz zu Sauldorf - Ruhestetten zu Wald - Rulfingen zu Mengen - Ruschweiler zu Illmensee - (Bei) Sack zu Illmensee - Sägmühle zu Pfullendorf - Sahlenbach zu Pfullendorf - Sauldorf - Schädlerhof zu Bad Saulgau - Schallerhof zu Pfullendorf - Schaulesmühle zu Bad Saulgau - Scheer - Schlegelhof zu Pfullendorf - Schmeienhöfe zu Stetten am kalten Markt - Schmölzsche Kunstmühle zu Mengen - Schnerkingen zu Meßkirch - Schönbrunnerhof zu Pfullendorf - Schönbrunnerhof zu Wald - Schönhalder Hof zu Herbertingen - Schwäblishausen zu Pfullendorf - Schwarzach zu Bad Saulgau - Schwende zu Herdwangen-Schönach - Schwenningen - Seelengeiger zu Herdwangen-Schönach - Sentenhart zu Wald - Sießen zu Bad Saulgau - Sigmaringen - Sigmaringendorf - Sohl zu Herdwangen-Schönach - Sohlenmaierhof zu Sauldorf - Spehrenloch zu Meßkirch - Spitalmühle zu Mengen - Spöck zu Ostrach - St. Ruhe zu Pfullendorf - Steckeln zu Wald - Steigherrhof zu Sauldorf - Steighöfe zu Stetten am kalten Markt - Steinbronnen zu Bad Saulgau - Steinbruch zu Pfullendorf - Steinbuchhöfe zu Sauldorf - Stengelehof zu Meßkirch - Stettberg zu Herbertingen - Stetten am kalten Markt - Stollbeck zu Hettingen - Storzingen zu Stetten am kalten Markt - Straß zu Pfullendorf - Straßmühle zu Pfullendorf - Sturmberg zu Ostrach - Sylvenstal zu Pfullendorf - Tafertsweiler zu Ostrach - Talhof zu Herbertingen - Talhof mit Pumpwerk zu Beuron - Talmühle zu Meßkirch - Talmühle zu Herbertingen - Tautenbronn zu Pfullendorf - Thalheim zu Leibertingen - Theuerbach zu Pfullendorf - Thiergarten zu Beuron - Tobelhof zu Herdwangen-Schönach - Ulzhausen zu Ostrach - Unterbahnhof zu Leibertingen - Unterbichtlingen zu Sauldorf - Untere Mühle zu Pfullendorf - Untereggatsweiler zu Bad Saulgau - Unterer Rinkenbach zu Wald - Unterglashütte zu Stetten am kalten Markt - Untermühle zu Sauldorf - Unterneidingen zu Beuron - Unterschmeien zu Sigmaringen - Unterweiler zu Ostrach - Ursendorf zu Hohentengen - Veringendorf zu Veringenstadt - Veringenstadt - Vilsingen zu Inzigkofen - Vogelsang zu Leibertingen - Völlkofen zu Hohentengen - Volzenhöfe zu Illmensee - Vorderstock zu Pfullendorf - Vorstatt zu Herdwangen-Schönach - Wackershofen zu Sauldorf - Wagenhausen zu Bad Saulgau - Walbertsweiler zu Wald - Wald - Waldbeuren zu Ostrach - Waldhäusle zu Illmensee - Waldhof zu Mengen - Waldhof zu Herdwangen-Schönach - Waldtsteig zu Herdwangen-Schönach - Walke zu Mengen - Wangen zu Ostrach - Wanne zu Illmensee - Wattenreute zu Pfullendorf - Weiher zu Illmensee - Weiherbühl zu Illmensee - Weihwang zu Pfullendorf - Werenwag zu Beuron - Wildenstein zu Leibertingen - Wilfertsweiler zu Bad Saulgau - Wirnsweiler zu Ostrach - Wolfartsweiler zu Bad Saulgau - Wolfenmühle zu Bad Saulgau - Wollreute zu Herdwangen-Schönach - Zell am Andelsbach zu Pfullendorf - Ziegelei zu Herdwangen-Schönach - Ziegelhof zu Bad Saulgau - Ziegelhütte zu Neufra - Ziegelhütte zu Mengen - Ziegelhütte zu Sauldorf - Ziegelhütte zu Bad Saulgau - Zielfingen zu Mengen - Zoznegg zu Ostrach - Zum Schwanen zu Illmensee |